# Eremochelis arcus
Eremochelis arcus es una especie de arácnido  del orden Solifugae de la familia Eremobatidae.

## Distribución geográfica
Se encuentra en California y Nevada en (Estados Unidos).